# 信風
信風，又稱貿易風，指的是在低空從亞熱帶高壓帶吹向赤道低壓帶的風，北半球吹的是北信風，而南半球吹的是南信風；約自南北緯30°延展到赤道區為信風帶。信風經常會增加熱帶風暴的威力，影響大西洋、太平洋和印度洋沿海地區。

## 名稱
信風年年反覆穩定出現，猶如潮汐有信，漢語因此習慣稱為「信風」。西方的古代商人經常借助信风吹送，往来于海上进行贸易，因此「Trade wind」有时候被译成“贸易风”，但这只是望文生义。Trade这个词并非现代英语中贸易之意，而是来自中古英语，相当于path、track的意思。所以「trade wind」原意是“在常轨上的风”的意思。

## 发现
16世紀時，当航海探险家麦哲倫带领船队第一次越过南半球的海况恶劣的太平洋咆哮西风带后，接着再向赤道附近驶去的时候，突然发现一个奇怪的现象：长达几个月的航程显得非常平顺；一开始海面上一直徐徐吹着东南风，把船一直推向西行，后来东南风渐渐减弱，大海变得非常平静，最后船队顺利地到达亚洲的菲律宾群岛。後來經過觀察發現是信风帮了他们的大忙。由此事可見信风对于船只的航行有著相当大的影响。

## 形成
由於赤道地區陽光強烈，終年炎熱，產生旺盛的上升氣流，形成赤道低壓帶，而氣流到了南北緯30度時便開始沉降，形成亞熱帶高壓，此處空氣相當地乾燥，因為水氣在赤道附近隨著降雨流失。由於氣體是從高壓流向低壓，在高壓帶沉降的氣流便在低空流回赤道區，在北半球形成北風，在南半球形成南風，但受到科氏力的影響，氣流吹向西邊，才會造成北半球吹東北風、南半球吹東南風的情況。

## 氣候影響
信風常將海洋温暖而潮濕的空氣帶往陸地，使當地的氣候較為溫和：如副熱帶濕潤氣候的夏半年雨量即來自信風帶來的水氣；中美洲、加勒比海諸島的東部雨量經常多於西部，也是因為信風的影響。信風減弱與聖嬰-南方振荡现象有關。